# Свети Апостоли (Ахил)
„Свети Апостоли“ (на гръцки: Αγίων Αποστόλων) е средновековна църква на преспанския остров Свети Ахил (Агиос Ахилиос), част от Леринската, Преспанска и Еордейска епархия на Вселенската патриаршия, под управлението на Църквата на Гърция. Църквата е в развалини.

## Местоположение
Разположена е южно от село Ахил, в западната част на острова. 

## История
Датировката на храма е трудна, поради малкото запазени остатъци - някои фрагменти от стенописи и архитектурни елементи, но вероятно църквата е изградена в XI - XII век и е част от средновековния български град Преспа. Вероятно е издигната на мястото на раннохристиянски храм. Откриването на раннохристиянски архитектурни елементи и римски надпис от II век, в в който мож би се говори за град Лика, в комбинация с наличието на сграда от елинистическата епоха наблизо, свидетелстват за непрекъснатото използване на пространството от Античността до Средновековието.

В архитектурно отношение е малка трикорабна куполна базилика с нартекс и трикорабно светилище, чийто купол се поддържа отвътре от четири чифта стълбове с междинни колони.
В 1962 година църквата е обявена за паметник на културата.